# بونینگن
بونینگن (به هلندی: Beuningen) یک منطقهٔ مسکونی در هلند است که در لوسر (هلند) واقع شده‌است. بونینگن ۹۵۵ نفر جمعیت دارد.